# Nattawut Saengsri
Nattawut Saengsri (thailändisch นัฐวุธฒ์ แสงศรี, * 15. August 1997 in Surat Thani) ist ein thailändischer Fußballspieler.

## Karriere

### Verein
Nattawut Saengsri erlernte das Fußballspielen in der Jugendmannschaft des Erstligisten Chonburi FC in Chonburi. 2017 spielte er mit der zweiten Mannschaft von Chonburi in der vierten Liga, der Thai League 4, in der Eastern Region. In der Hinrunde 2018 spielte er zweimal in der ersten Mannschaft in der ersten Liga, der Thai League. Die Rückserie 2018 wurde er an den Drittligisten Surat Thani FC nach Surat Thani ausgeliehen. Die Saison 2019 spielte er ebenfalls auf Leihbasis beim Drittligisten Phuket City FC. Anfang 2020 wurde er vom Zweitligisten Kasetsart FC aus Bangkok ausgeliehen. Nach drei Zweitligaspielen wechselte er zum 1. Juli 2020 ebenfalls auf Leihbasis zum Erstligaaufsteiger Rayong FC nach Rayong. Am Ende der Saison 2020/21 musste er mit Rayong als Tabellenletzter in die zweite Liga absteigen. Nach der Saison kehrte er nach Chonburi zurück. Mitte Juni 2021 lieh ihn der Erstligaabsteiger Trat FC aus. Für den Verein aus Trat absolvierte er in der Hinrunde neun Zweitligaspiele. Im Januar 2022 wechselte er wieder auf Leihbasis zum Drittligisten MH Khon Surat City FC. Der Verein aus Surat Thani trat in Southern Region der dritten Liga an. Im Sommer 2022 verpflichtet ihn der in der Northern Region spielende Kongkrailas United FC.

### Nationalmannschaft
Am 3. bzw. 5. August 2018 absolvierte Saengsri zwei Testspiele für die thailändische U-23-Nationalmannschaft gegen die U-19-Auswahl Südkoreas (2:4) sowie Myanmar (1:2).